# Cneo Cornelio Coso
Cneo o Gneo Cornelio Coso  fue tribuno consular en 414 a. C. y cónsul en 409 a. C. con Lucio Furio Medulino, año en el que se crearon las cuesturas plebeyas.